# Студентска бригада Војске Републике Српске
Студентска бригада је била пјешадијска јединица Војске Републике Српске у саставу Првог крајишког корпуса. Бригада је формирана крајем 1994. године од студената и наставног особља Универзитета у Бања Луци, када је и послата у испомоћ на бихаћко ратиште. Током борби, 9 бораца бригаде уградило је своје животе у темеље Републике Српске, а више од педесет их је рањено.

## Историја
Студентска бригада је била јединствена бригада у склопу Војске Републике Српске, формирана 4. новембра 1994. Формирање студентске бригаде, је јединствен случај у историји ратовања, јер је овим чином руководство тадашње Републике Српске, мобилисало посљедњу резерву државе, како би одбранило своје границе од све чешћих и масовнијих напада непријатељске војске.
Бригада је била састављена од студената и професора бањолучког универзитета, бројала је 2.104 борца, а након формирања, послата је на бихаћко ратиште, како би заједно са западнокрајишким јединицама, првенствено 15. бихаћком лаком пјешадијском бригадом, зауставила офанзиве Армије Републике БиХ.
Припадници студентске бригаде, борбена дејства изводили су у веома сложеним временским условима током новембра, децембра и дијела јануара мјесеца, све до 15. јануара 1995. када је бригада расформирана. Током борби, бригада је дејствовала са Дрварском и Првом српском бригадом, као и са Другим извиђачко-диверзантским одредом (”Орлови са Грмеча”). Најжешће борбе водила је око Приточке Грабежи и села Орљани. Код надвожњака у селу Орљани, бригада је претрпила веће губитке 29-30. новембра, када су погинула 2 а рањено 9 бораца.
Припадници Бригаде имали су изузетно висок борбени морал и слободно се може рећи да је бригада, иако за кратко вријеме свог постојања, оставила велики траг у историји Војске Републике Српске.
Бригада је у свом саставу имала команду, вод везе, позадинска чету, вод војне полиције, 1. батаљон, 2. батаљон, 3. батаљон, 4. батаљон, лаки артиљеријско-ракетни вод противваздушне одбране, пионирски вод (инжењеријски вод), противоклопни вод, вод минобацача 120 мм и извиђачки вод. Бригада је била наоружана аутоматским и полуаутоматским пушакама (око 1.800 комада), као и са 24 минобацача 82 мм и 4 минобацача 120 мм.